# إنعام المفتي
 إنعام قدورة المفتي  (26 فبراير 1929 - 6 نوفمبر 2018) سياسية أردنية، وأول وزيرة أردنية في تاريخ المملكة الأردنية، حيث شغلت منصب وزير التنمية الإجتماعية في حكومة عبد الحميد شرف.

## نشأتها
ولدت المفتي في بلدة صفد شمال فلسطين. ونشأت وترعرعت في مدينة الناصرة في كنف أسرة ميسورة الحال. وفي عام 1950 رافقت زوجها إلى بريطانيا حيث درست تخصص رياض الأطفال، وعقب عودتها إلى الأردن افتتحت أول روضة للأطفال في ذلك الوقت.

## المؤهلات العلمية
أنهت دراسة البكالوريوس في التربية وعلم النفس، ثم حصلت على دبلوم عالٍ في التربية والطفولة المبكرة ودبلوم في التربية والتعليم.

## عملها
في عام 1956، انضمت المفتي إلى فريق الإذاعة الأردنية، وقدمت برامج ركزت من خلالها على المرأة، ملقية الضوء على حقوقها، ومناصرة لقضاياها المختلفة. وتتالت بميادين عملها: موجهةٌ تربوية في وكالة غوث اللاجئين الفلسطينيين، مديرة لدار المعلمات في نابلس، مؤسسة لمعهد الطيرة في رام الله لتدريب المعلمات، ومديرة له منذ مطلع الستينيات، ومديرة لمعهد ناعور لتكون بذلك أول سيدة أردنية تدير معهدا مختلطاً.
أختيرت عام 1977 لتكون مسؤولة دائرة المرأة في وزارة العمل، ثم عضواً في المجلس الوطني الاستشاري بعدها بعام، عام 1978. ثم أصبحت أول وزيرة أردنية في تاريخ المملكة، حين اختارها رئيس الوزاء الأسبق عبد الحميد شرف، لتكون وزيرة للتنمية الاجتماعية في حكومته التي تم تشكيلها في 19 ديسمبر 1979. اكملت عملها بعد رحيل عبد الحميد شرف، في الوزارة مع حكومتين لاحقتين: حكومة قاسم الريماوي، وحكومة مضر بدران.
قامت المفتي بإنشاء صندوق المعونة الوطنية لمساعدة الشريحة الأكثر فقراً في البلاد. وفي العام 1984 غادرت المنصب، لتشغل منصب سفيرة في وزارة الخارجية، ثم لتنتقل سريعاً إلى موقع مستشارة للملكة نور؛ حيث أطلقت مؤسسة نور الحسين :المؤسسة التي أنشئت العام 1985 بإرادة ملكية.
المفتي هي إحدى مؤسسات الاتحاد النسائي، وعضو نادي صاحبات الأعمال والمهن، وهيئة العمل الوطني للطفولة، إضافة إلى عضويتها في عدد من مجالس أمناء الجامعات، كما مثلت الأردن في اللجنة الدولية للتربية والثقافة والعلوم اليونسكو.

## المناصب
- البرامج التثقيفية للمرأة والأسرة في الإذاعة الأردنية.
- إنشاء وإدارة معهد تدريب المعلمات والتدريب المهني للفتيات التابع لليونسكو والأونروا.
- إنشاء الاتحاد النسائي الأردني العام وكذلك إنشاء ورئاسة الاتحاد الوطني لصاحبات الأعمال والمهن.
- عضوية جامعات العلوم التطبيقية ومؤته واليرموك.
- عضوية العديد من مجالس الأمناء الوطنية والإقليمة والدولية.
- (1979-1984) وزارة التنمية الاجتماعية.
- 1984 مستشارة لجلالة الملكة نور الحسين لشؤون التنمية والعلاقات الدولية.
- 1985 تأسيس وإدارة مؤسسة نور الحسين.
- 1987 عضو المجلس الوطني الاستشاري.
- 2003عضو في مجلس الأعيان الأردني.

## الأوسمة
- وسام الكوكب الأردني من الدرجة الأولى.
- وسام من ملك السويد من الدرجة الأولى.
- وسام الاستقلال.